# Richard Milles
Richard Milles (c. 1735 - 14 septembre 1820) est un propriétaire britannique, horticulteur et homme politique conservateur qui siège à la Chambre des communes de 1761 à 1780.

## Biographie
Il est le fils de Christopher Milles de Nackington et de son épouse Mary Warner, fille de Richard Warner de North Elmham Norfolk . Il fait ses études à la Westminster School et au St John's College, à Cambridge. Il entre à Lincoln's Inn en 1753 . C'est un gentilhomme de campagne qui possède de grands domaines. Avant 1761, il fait au Grand Tour de l’Europe .
Il est remarqué comme botaniste et plante un verger dans son jardin à North Elmham .
Il est élu député de Cantorbéry en 1761 et remporte cette victoire ainsi que deux autres élections, à une majorité confortable .

## Famille

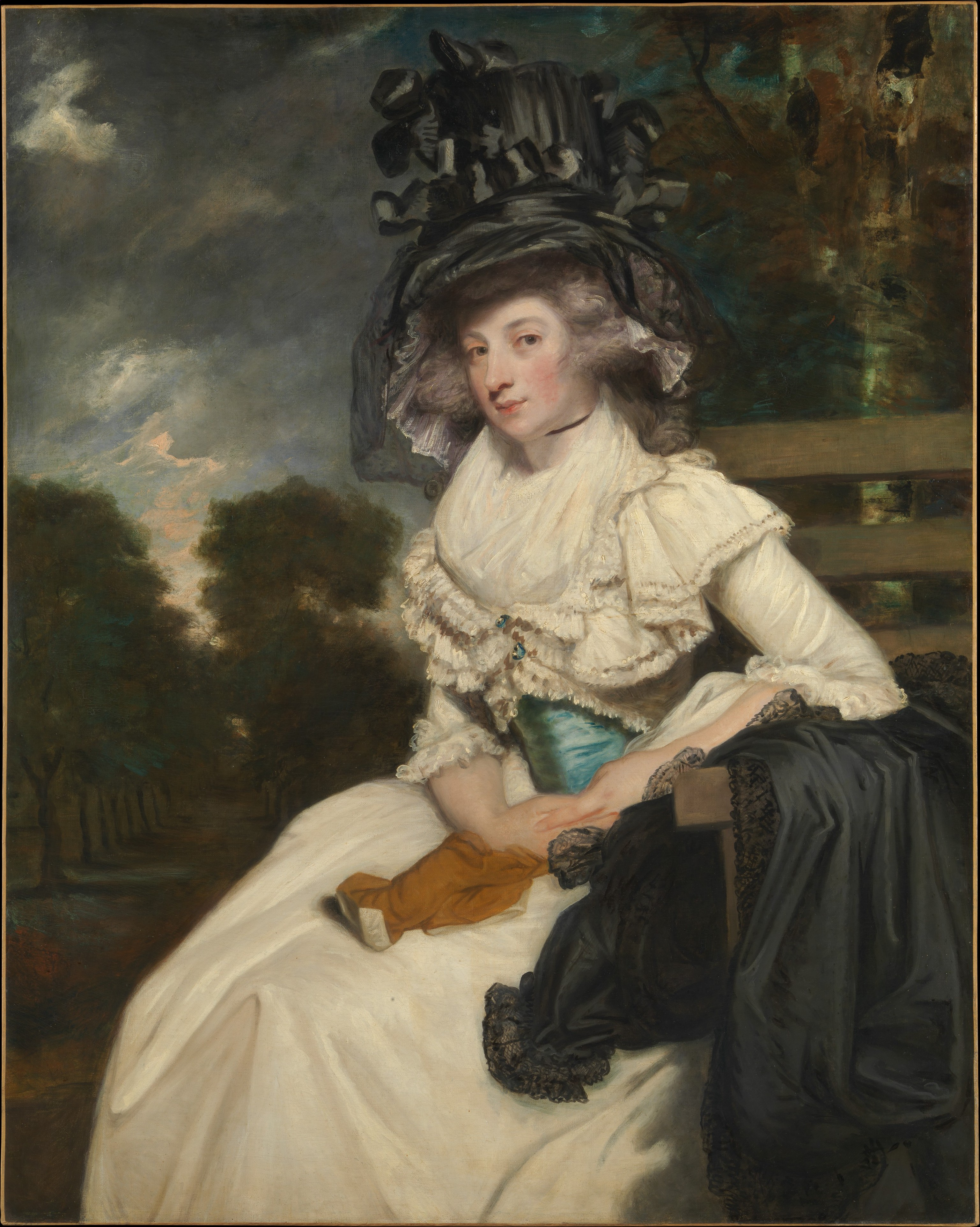
Portrait de sa fille, Mary Elizabeth Milles, de Joshua Reynolds, 1789, au Metropolitan Museum of Art

Il épouse le 9 octobre 1765, Mary Elizabeth Tanner, fille du révérend Thomas Tanner, prébendaire de Canterbury. Ensemble, ils ont une fille unique en 1767 
- Mary Elizabeth Milles (1767-1818), plus tard Lady Sondes quand elle épouse Lewis Watson (2e baron Sondes), fils de Lewis Watson (1er baron Sondes) en 1785 [2]. L'hon. Lewis Thomas Watson est un descendant collatéral des comtes de Rockingham et sa mère est une petite-fille de John Manners (2e duc de Rutland), et une fille de Henry Pelham, un ancien premier ministre. Le premier des quatre fils du couple est né en 1792. En 1795, Lewis Watson succède à son père en tant que second baron Sondes de Lees Court et de Rockingham Castle, dans le Northamptonshire. Il meurt en 1806. Trois ans plus tard, Lady Sondes épouse le brigadier général Sir Henry Tucker Montresor. Elle est décédée dans le Kent en 1818. Son portrait a été peint à la fois par Joshua Reynolds et Thomas Gainsborough [5],[6].